# Letrot Open des Regions - 3 ans
Letrot Open des Regions - 3 ans är ett travlopp för treåriga varmblodiga hingstar och ston som körs på Vincennesbanan i Paris i Frankrike varje år i december. Det är ett Grupp 3-lopp, det vill säga ett lopp av tredje högsta internationella klass. Loppet körs över distansen 2875 meter och förstapriset är 31 500 euro.
Under samma dag körs även motsvarande lopp för fyra- och femåriga hästar Letrot Open des Regions - 4 ans och Letrot Open des Regions - 5 ans.

## Vinnare
| År   | Häst              | Efter             | Kusk               | Tränare              | Tid    |
| ---- | ----------------- | ----------------- | ------------------ | -------------------- | ------ |
| 2024 | L'As Desbois      | Booster Winner    | William Bigeon     | William Bigeon       | 1.14,0 |
| 2023 | Kool des Champs   | Offshore Dream    | Alexis Prat        | Alexis Prat          | 1.14,8 |
| 2022 | Jag Stryck        | Bretigny          | François Lagadeuc  | Cyrille Buhigne      | 1.14,0 |
| 2021 | Izoard Védaquais  | Bird Parker       | Éric Raffin        | Philippe Allaire     | 1.12,8 |
| 2020 | Hatchet Man       | Goetmals Wood     | David Thomain      | Philippe Allaire     | 1.14,2 |
| 2019 | Gimy du Pommeraux | Coktail Jet       | Matthieu Abrivard  | Sylvain Roger        | 1.16,0 |
| 2018 | Favorite Fligny   | Rockfeller Center | Sylvain Dieudonne  | Gregory Thorel       | 1.14,4 |
| 2017 | Elvis Madrik      | Overtrick         | Jean-Michel Bazire | Jean-Michel Baudouin | 1.16,8 |
| 2016 | Dream de Nilrem   | Jet Fortuna       | Éric Raffin        | Frederic Prat        | 1.14,8 |
| 2015 | Coeur Baroque     | Offshore Dream    | Damien Bonne       | Thierry Raffegeau    | 1.15,2 |
| 2014 | Bocage d'Ortige   | Mirage du Goutier | Éric Raffin        | Sebastien Guarato    | 1.14,7 |
| 2013 | Astor du Quenne   | Opus Viervil      | Éric Raffin        | Sebastien Guarato    | 1.15,0 |